# Lubuk Benteng (Bathin III)
Lubuk Benteng is een bestuurslaag in het regentschap Bungo van de provincie Jambi, Indonesië. Lubuk Benteng telt 862 inwoners (volkstelling 2010).